# 李曾伯
李曾伯（1198年—1268年），字长孺，号可斋，原籍怀州覃怀县（今河南省武陟县西、沁阳市附近）。南渡后客居嘉兴（今浙江省嘉兴市）。南宋末年大臣，宋理宗时参知政事。北宋末年宰相李邦彦曾孙。“浪子”李邦彦庸才具位，李曾伯与他不同，精通军事，很有实绩。
绍定三年（1230年）李曾伯知襄阳县。历任濠州通判、军器监主簿、鄂州通判兼沿江制置副使司主管机宜文字。转任度支郎官，授左司郎官。嘉熙元年（1237年）为沿江制置司参议官。嘉熙三年（1239年）转任江东转运判官、淮西总领兼督视行府参议官。嘉熙四年（1240年）担任右司郎官、太府少卿、太府卿。淳祐二年（1242年）转任淮东制置使兼淮西制置使、知扬州。宋理宗下诏让他军事便宜行事，李曾伯上疏奏三事：答天心、重地势、协人谋。请求边饷贵于广积，将才贵于素储。奏请加强两淮水上战备。入朝任华文阁待制、宝章阁直学士、进擢权兵部尚书。淳祐六年（1246年）落职予祠。淳祐九年（1249年）建请守边五事。改知静江府、广西经略安抚使兼转运使。淳祐十年（1250年）为京湖安抚制置使知江陵府。兼湖广总领。减免襄阳新复之地税三年，进龙图阁学士。宝祐元年（1253年）授四川宣抚使。宝祐二年（1254年）赐同进士出身，进资政殿学士、参知政事。改湖南安抚大使、知潭州兼节制广南。开庆元年（1259年）进观文殿学士，后被贾似道所嫉，革职。景定五年（1264年）知庆元府兼沿海制置使。事功显著，为南宋当时名臣。他与贾似道同任边帅，留心军事，主张抗元，对巩固边防有很多建树。所作诗词才气纵横，词多长调，颇受辛弃疾词风影响，不作绮艳语。写景抒情，感慨身世，常能用平淡的语言写出深远的意境，颇耐人寻味。他的词多达九卷，著有《可斋杂稿》、《可斋类稿》。

《水調歌頭·甲寅壽劉舍人》：
序正象占琥，吉叶夢維熊。身隨金粟出世，香滿小山叢。鐵券丹書家世，朱閣青氊步武。名字在堯聰。鵰鶚健雲翮，聊爾待西風。功名事，書劍裏，笑談中。江濤滚滚如此，天豈老英雄。先我甲庚三日，伴子春秋千歳，何幸舉樽同，歌以壽南澗，願學稼軒翁。

## 延伸阅读
[在维基数据编辑]
 《宋史/卷420》，出自脱脱《宋史》